# スイス国鉄Ce 6/8 II形電気機関車
スイス国鉄Ce 6/8 II形電気機関車（スイスこくてつCe6/8IIがたでんききかんしゃ）はスイスのスイス連邦鉄道（SBB: Schweizerische Bundesbahnen、スイス国鉄）の山岳地帯での運用を目的に製造されたロッド駆動式電気機関車である。
1919年から1922年にかけて33両が生産され、300tの列車を牽引して26‰の坂を時速50kmで登ることができる。現在ルツェルンの交通博物館に展示されているなど7両が保存されている。長いボンネットを持つ外観から"クロコダイル"と称され、鉄道車両愛好家の間でも人気が高い。
アルプス越えの交通の難所として知られたゴッタルド峠で活躍した。

## 歴史
1917年6月30日、SBBは試験的にBe4/6 12301,Be4/6 12302,Ce6/8I 14,201とBe3/5 12201の4台の機関車を発注した。第一次世界大戦中、国民はゴッタルトルートは計画中で利用できなかった。4台の試験機関車が納入される10ヶ月前である1918年春、SBBは山岳用のBe4/6 12303-12312とBe4/7 12501-12507とCe6/8Iの力学的な問題を改良したCe6/8II 14251-14260を投入した。連接棒による動力伝達は改良された。

## 構造
ガーラット式蒸気機関車の構造が参考になった。
"6/8"とはスイス連邦鉄道の機関車に多く見られる表記で、全部で車軸が8軸ありその中の6軸が動軸である事を表している。特徴となる長いボンネットの中に電動機が収納され、中央には変圧器と運転室がある。連接式の為、急曲線での通過が容易である。